# Apocephalus borealis
Apocephalus borealis  је врста паразитоида који се настањује на бубамарама, пчелама и осама. Присуство на пчелама је до сад примећено у Калифорнији и Јужној Дакоти. Женка овог паразита своје јаје полаже на пчелу. Ларва током свог развитка напада мозак пчеле која постаје дезоријентисана, лети ноћу и чини друга необична понашања. Крајњи исход је смрт пчеле из које се након седам дана изводи ларва у пределу између главе и груди пчеле. Утврђено је да су те пчеле инфициране вирусом узрочником деформитета пчелињих крила и гљивицом nosemom cerane, а исти су узрочници болести пчела пронађени и у новом паразиту пчела, па се он сматра резервоаром ове две болести.